# Calosoma akkolicus
Calosoma akkolicus is een keversoort uit de familie van de loopkevers (Carabidae). De wetenschappelijke naam van de soort is als Callisthenes akkolicus voor het eerst geldig gepubliceerd in 2002 door Obydov & Gottwald.
De kever wordt 17 tot 23 millimeter lang en is brachypteer (kan niet vliegen).
De soort komt voor in het zuidoosten van Kazachstan op graslanden op hoogtes van rond 400 meter boven zeeniveau.
Door sommige auteurs wordt hij als ondersoort van Calosoma panderi beschouwd.